# Jewgienij Błochin
Jewgienij Anatoljewicz Błochin, ros. Евгений Анатольевич Блохин (ur. 29 maja 1979 w Ust-Kamienogorsku, Kazachska SRR) – kazachski hokeista, reprezentant Kazachstanu, olimpijczyk.

## Kariera
- Łada Togliatti (1996-1997)
- Dizel Penza (1997-1998)
- Iżstal Iżewsk (1998-2001)
- Motor Barnauł (2001-2004)
- Kazakmys Karaganda (2004-2005)
- HK MWD Bałaszycha (2005-2006)
  -  THK Twer (2006)
- Dinamo Moskwa (2006, 2007)
- Mietałłurg Nowokuźnieck (2006-2007)
- Sibir Nowosybirsk (2007-2008)
- Nieftiechimik Niżniekamsk (2008-2009)
- Jugra Chanty-Mansyjsk (2009-2012)
- Nieftiechimik Niżniekamsk (2012-2013)
- Barys Astana (2013-)

Wychowanek Torpedo Ust-Kamienogorsk. W latach 2009–2012 zawodnik, w tym kapitan drużyny w sezonie KHL (2011/2012). Od maja 2013 zawodnik rodzimego, kazachskiego klubu Barys Astana, związany dwuletnim kontraktem.
Uczestniczył w turniejach mistrzostw świata w 2005, 2006, 2013, 2014 oraz w kadrze Kazachstanu na Zimowych Igrzyskach Olimpijskich 2006.

## Sukcesy
Reprezentacyjne
- Złoty medal zimowych igrzysk azjatyckich: 2011
- Awans do MŚ Elity: 2013

Klubowe
- Srebrny medal mistrzostw Rosji: 1997 z Ładą Togliatti
- Srebrny medal mistrzostw Kazachstanu: 2005 z Kazakmysem Karaganda
- Puchar Kazachstanu: 2005 z Kazakmysem Karaganda
- Mistrzostwo Wysszaja Liga: 2009, 2010 z Jugrą Chanty-Mansyjsk

Indywidualne
- Mistrzostwa Świata w Hokeju na Lodzie 2013/I Dywizja Grupa A:
  - Pierwsze miejsce w klasyfikacji asystentów turnieju: 8 asyst
  - Pierwsze miejsce w klasyfikacji +/- turnieju: +5